# Wzór (serial telewizyjny)
Wzór (oryg. NUMB3RS) – amerykański serial telewizyjny, którego producentami są bracia Ridley Scott i Tony Scott.
Serial został stworzony przez Nicollasa Falacciego i Cheryla Heutona, produkowany przez Columbia Broadcasting System i emitowany przez stację CBS w Stanach Zjednoczonych, a w Polsce w AXN, TV4 oraz Polsacie.
Serial opowiada o agencie specjalnym FBI, Donie Eppesie (Rob Morrow) i jego bracie, geniuszu matematycznym, Charliem Eppesie (David Krumholtz), który pomaga Donowi rozwiązywać zagadki kryminalne dla FBI. Serial skupia się zarówno na relacjach między Donem Eppesem, jego bratem Charliem Eppesem i ich ojcem, Alanem Eppesem (Judd Hirsch), jak i na wysiłkach braci w walce z przestępczością w Los Angeles. Typowy odcinek zaczyna się od zbrodni, która później jest badana przez zespół agentów FBI dowodzony przez Dona i matematycznie opisywana przez Charliego, z pomocą Larry'ego Fleinhardta (Peter MacNicol) lub Amity Ramajuan (Navi Rawat). Dowody dostarczone przez matematykę Charliego są zawsze w jakiś sposób decydujące w rozwiązaniu śledztwa.
Serial ten był najbardziej popularnym programem nadawanym w piątkowe wieczory w USA przez pierwsze trzy sezony.

## Obsada i bohaterowie
Akcja serialu krąży wokół trzech grup bohaterów: FBI, matematyków w Cal-Sci i rodziny Eppesów.
- Don Eppes (Rob Morrow) – dowódca grupy agentów FBI
- Profesor Charlie Eppes (David Krumholtz) – brat Dona, geniusz matematyczny, który pomaga FBI i National Security Agency
- Profesor Larry Fleinhardt (Peter MacNicol) – fizyk-teoretyk i kosmolog w Cal-Sci, który pomaga Charliemu w jego pracy dla FBI
- Megan Reeves (Diane Farr) – agent FBI i psycholog
- Alan Eppes (Judd Hirsch) – były projektant miasta Los Angeles, wdowiec i ojciec zarówno Dona, jak i Charliego Eppesów
- Amita Ramanujan (Navi Rawat) – młoda i zdolna matematyczka z Cal-Sci oraz doradczyni FBI
- Colby Granger (Dylan Bruno) – agent FBI
- David Sinclair (Alimi Ballard) – agent FBI

## Matematyka w serialu
We all use math every day; to predict weather, to tell time, to handle money. Math is more than formulas or equations; it’s logic, it’s rationality, it’s using your mind to solve the biggest mysteries we know.

 Slogan z czołówki serialu, w tłumaczeniu oznacza: Wszyscy używamy matematyki codziennie, do prognozowania pogody, do wyznaczania czasu, do obracania pieniędzmi. Matematyka to więcej niż formuły i równania; to logika, rozsądek, to używanie twojego umysłu do rozwiązywania największych znanych tajemnic.
Od początku twórcom serialu towarzyszyła ekipa konsultantów w zakresie matematyki. Ich rola polegała na sugerowaniu nowych rozwiązań, ulepszaniu treści matematycznych, przygotowywaniu formuł, danych i animacji, które ostatecznie w różnych formach pojawiały się na antenie. Poprawność treści matematycznych prezentowanych w serialu i ich właściwe zastosowanie w przedstawionych sytuacjach została potwierdzona przez zawodowych matematyków.
Serial zebrał pochwały za ukazywanie pozytywnego obrazu naukowców i użycia nauki dla dobra społeczeństwa.

### Zastrzeżenia matematyków
Według jednego z konsultantów, matematyka w serialu jest ograniczona do efektownie brzmiących wstawek do gotowego scenariusza, zamiast być podstawą przebiegu fabuły. Zastrzeżenia budzi także sposób przedstawiania kobiet naukowców i niepoprawne aspekty relacji między profesorem Charliem Eppesem i magistrantką Amitą Ramanujan.

## Lista odcinków
| Sezon 1     | Sezon 2    | Sezon 3    | Sezon 4     | Sezon 5    | Sezon 6     |
| ----------- | ---------- | ---------- | ----------- | ---------- | ----------- |
| 13 odcinków | 24 odcinki | 24 odcinki | 18 odcinków | 23 odcinki | 16 odcinków |